# Muir Peak (Antarktika)
Muir Peak ist ein auffälliger Felsgipfel im Ellsworthgebirge des westantarktischen Ellsworthland. In den Founders Peaks der Heritage Range ragt er im mittleren Teil des Bergkamms Frazier Ridge auf.
Der United States Geological Survey kartierte ihn anhand eigener Vermessungen und Luftaufnahmen der United States Navy aus den Jahren von 1961 bis 1966. Das Advisory Committee on Antarctic Names benannte ihn im Jahr 1966 nach dem britischen Polarlichtforscher Hugh M. Muir, der 1966 als Austauschwissenschaftler im Rahmen des United States Antarctic Research Program auf der Plateau-Station tätig war.